# 斯宾塞·圣约翰
斯宾塞·白金漢·圣约翰爵士，GCMG（Sir Spenser Buckingham St. John，1825年12月22日—1910年1月2日）为19世纪中叶英国驻文莱领事。

## 生平
1847年，斯宾塞·圣约翰的父亲将他介绍了给了伦敦的詹姆士·布魯克。第二年，他成为了詹姆士·布魯克的私人秘书，一同去往砂拉越，从此开始了他的外交生涯，并于1856年成为了英国驻文莱总领事。1858年，斯宾塞·圣约翰与休·洛一起攀登了京那巴鲁山。因此，京那巴鲁山的一座山峰被命名为斯宾塞·圣约翰峰（海拔4091米，仅比休·洛峰矮4米）。1862年，他出版了一本关于他在婆罗洲的经历的书，名为《远东森林的生活》（Life in the Forests of the Far East）；1879年和1899年，他出版了两本詹姆士·布魯克的传记。
1863年，他成为海地的临时代办；1871年，成为多米尼加共和国的临时代办；1872年，晋升为海地的驻地公使；1874年至1883年，成为利马的临时代办和秘鲁的驻地公使。
1884年，他出版了一本名为《海地，黑色共和国》（Hayti or the Black Republic）的回忆录，其关于伏都教的食人传说引起了民众的轰动和愤怒。他还引述说：“该国的历史……不过是一系列以野蛮的军事处决达到阴谋和革命。”
1884年至1893年，斯宾塞·圣约翰为派往墨西哥的大使，并担任英国女王政府的大使，帮助修复了自法国干预墨西哥以来，英国与墨西哥之间的外交关系。
1893年至1896年，他担任驻瑞典大使，之后退休。

## 扩展阅读
- 《海地，黑色共和国》 （页面存档备份，存于）